# Tríptico do Infante D. Fernando
O Tríptico do Infante D. Fernando é um tríptico de pinturas a têmpera e óleo (?) sobre madeira de carvalho de artista português desconhecido, pintada presumivelmente no período de 1450-1460 para a Capela do Fundador do Mosteiro de Santa Maria da Vitória, na Batalha e que se encontra presentemente no Museu Nacional de Arte Antiga, em Lisboa.
Segundo narrou Frei Luís de Sousa, o Infante D. Henrique mandou pintar para o Mosteiro da Batalha uma pintura alusiva ao cativeiro e martírio do seu irmão D. Fernando, em Fez (Marrocos), que poderá corresponder ao Tríptico do Infante D. Fernando. Os restos mortais do Infante Santo foram solenemente trasladadas para o Mosteiro da Batalha em 1451, supondo-se que a pintura tenha sido realizada como componente desta cerimónia.
Como prováveis autores da obra foram já apontados por Vergílio Correia os nomes de Mestre Pedro, pintor do Infante D. Henrique em 1440, João Afonso e João Álvares, tendo ambos trabalhado no Mosteiro da Batalha, e Francisco Anes que foi activo no Convento da Carnota. Saul Gomes e J. A. Seabra Carvalho propõem como mais provável autor mestre João Afonso de Leiria, que começa a trabalhar na Batalha em 1449.
Para o historiador de arte Pedro Dias, esteticamente este Tríptico não de pode ligar a qualquer das escolas principais portuguesas de então, Lisboa ou Coimbra, mas o seu nível permite ver que se tratava de um artista de méritos muito regulares.

## Descrição
No painel central, sobre um fundo adamascado a vermelho e a ouro, está representada uma figura masculina de longas barbas que tem sido até ao momento identificada com o Infante D. Fernando, filho de D. João I, que morreu prisioneiro em Fez. O Infante, de pé, veste modesto traje preto, tendo a cabeça coberta por um gorro e as mãos cingidas por uma cadeia lembrando o seu cativeiro.
A obra está muito danificada pouco restando dos painéis laterais. No painel da esquerda é possível descortinar, segundo Pedro Dias, a figura de um guerreiro orando, embaixo, e a Virgem com o Menino, em cima.
Segundo a Matriznet, trata-se, ao que parece, de pormenores relativos a passos do cativeiro de D. Fernando, ou seja, à visão mariana que o Infante teve na masmorra onde estava preso, estando a Virgem com o Menino em auréola radiante sobre o corpo já agonizante de D. Fernando.

## Exposições
- 1940, Lisboa, Os Primitivos Portugueses (1450-1550)
- 1983, Lisboa, Núcleo da Casa dos Bicos, Os Descobrimentos Portugueses e a Europa do Renascimento.XVII Exp.Europeia de Arte,Ciência e Cultura do Conselho da Europa
- 1991-1992, Ghent, Centrum voor Kunst en Cultur, Aux Confins du Moyen Âge - Europália 91
- 1992, Madrid, Nos Confins da Idade Média. Arte Portuguesa Séculos XII-XV
- 1992, Batalha, Museu de Santa Maria da Vitória, Frei Bartolomeu dos Mártires, Mestre Teólogo em Santa Maria da Vitória: 1538 a 1552
- 1992-1993, Porto, Museu Nacional Soares dos Reis, Nos Confins da Idade Média. Arte Portuguesa Século XII-XV
- 2001, Museu Nacional de Arte Antiga, Outro Mundo Novo Vimos
- 2002, Museu Nacional de Arte Antiga, A Espada e o Deserto. Pintura e Escultura das Reservas
- 2007-2008, Berlim, Deutsches Historisches Museum, Neue Welten, Portugal und das Zeitalterder Entdeckungen